# Amadou Onana
Amadou Ba Zeund Georges Mvom Onana (Dacar, 16 de agosto de 2001) é um futebolista profissional senegalês-belga que atua como volante. Atualmente joga pelo  Aston Villa, clube da Premier League. Nascido no Senegal, representa a Seleção Belga de Futebol.

## Carreira

### Hamburger SV
Onana assinou pelo Hamburger SV, da 2. Bundesliga, em julho de 2020. A 14 de setembro fez a sua estreia pelo clube, na 1ª ronda da DFB-Pokal de 2020–21, entrando como suplente aos 60 minutos de jogo contra o Dynamo Dresden, da 3. Liga. No 89º minuto da partida, Amadou marcou de cabeça. O jogo terminou numa derrota do Hamburger por 4–1.[carece de fontes?]

### Lille
Em agosto de 2021, Onana transferiu-se para o LOSC Lille, da Ligue 1, assinando um contrato de 5 anos com o clube. Na temporada 2021–22, fez 32 jogos no campeonato pelos Dogues, marcando 1 golo.

### Everton
A 9 de agosto de 2022, o Everton, clube da Premier League, anunciou a contratação de Onana por cerca de 33 milhões de libras, incluíndo bónus; o jogador assinou um contrato de 5 anos pelos Toffees. A 14 de janeiro de 2023, Amadou marcou o seu primeiro golo na Premier League, de cabeça após marcação de canto, numa derrota por 2–1 frente ao Southampton, em Goodison Park.

### Aston Villa
Em 22 de julho de 2024, Onana assinou com o  Aston Villa, também clube da Premier League, assinando um contrato de cinco anos para uma transferência estimada em £ 50 milhões.

## Carreira internacional
A 18 de maio de 2022, Onana foi convocado pela Seleção Belga para 4 jogos da fase de grupos da Liga das Nações 2022–23 contra Países Baixos, Polónia (duas vezes) e País de Gales. A 3 de junho de 2022, Onana estreou-se pela Seleção principal da Bélgica, numa derrota por 1–4 frente aos Países Baixos.
A 10 de novembro de 2022, Onana foi incluído na convocatória belga para o Mundial de 2022, disputado no Qatar.

## Vida pessoal
Onana tem ascendência camaronesa e senegalesa.

## Estatísticas de Carreira

### Clube
- Atualizado até 28 de maio de 2023[1]

| Clube             | Temporada         | Campeonato           | Campeonato | Campeonato | Taça  | Taça  | Taça da Liga | Taça da Liga | Competições Europeias | Competições Europeias | Total | Total |
| Clube             | Temporada         | Divisão              | Jogos      | Golos      | Jogos | Golos | Jogos        | Golos        | Jogos                 | Golos                 | Jogos | Golos |
| ----------------- | ----------------- | -------------------- | ---------- | ---------- | ----- | ----- | ------------ | ------------ | --------------------- | --------------------- | ----- | ----- |
| Hoffenheim II     | 2018–19           | Regionalliga Südwest | 1          | 0          | —     | —     | —            | —            | —                     | —                     | 1     | 0     |
| Hamburger SV      | 2020–21           | 2. Bundesliga        | 25         | 2          | 1     | 1     | —            | —            | —                     | —                     | 26    | 1     |
| Lille             | 2021–22           | Ligue 1              | 32         | 1          | 2     | 2     | —            | —            | 9                     | 0                     | 43    | 3     |
| Everton           | 2022–23           | Liga Premiada        | 33         | 1          | 1     | 0     | 1            | 0            | —                     | —                     | 35    | 1     |
| Total de Carreira | Total de Carreira | Total de Carreira    | 91         | 4          | 4     | 3     | 1            | 0            | 9                     | 0                     | 105   | 7     |

1. ↑  Inclui DFB-Pokal, Coupe de France e FA Cup
2. ↑  Inclui EFL Cup
3. ↑  Jogos na Liga dos Campeões

### Internacional
- Atualizado até 28 de março de 2023[15]

| Seleção | Ano   | Jogos | Golos |
| ------- | ----- | ----- | ----- |
| Bélgica | 2022  | 4     | 0     |
| Bélgica | 2023  | 2     | 0     |
| Total   | Total | 6     | 0     |